# 부채꼬리바위딱새
부채꼬리바위딱새(영어: Plumbeous Water Redstart, 학명: Phoenicurus fuliginosus)는 참새목 솔딱새과에 속하는 새이다.

## 생김새

### 수컷
전체적으로 어두운 푸른색이고 꼬리가 적갈색이다. 

### 암컷
몸윗면이 어두운 청회색이고 위꼬리덮깃이 폭 넓은 흰색, 꼬리는 흑갈색이다. 눈앞과 귀깃 주변에는 엷은 갈색이다.

## 서식지
아프가니스탄 북부, 히말라야에서 중국, 하이난, 인도차이나반도 북부, 대만에서 서식한다. 자갈, 바위 등이 있는 계곡과 강에서 서식한다.